# Mahmoud Abdel Aziz
Mahmoud Abdel Aziz (en árabe:  محمود عبد العزيز; 4 de junio de 1946-12 de noviembre de 2016) fue un actor egipcio de cine y televisión nacido en el barrio Wardian de Alejandría.
Ha trabajado en numerosos proyectos cinematográficos y televisivos, siendo el más conocido la serie de televisión Raafat Al-Hagan, que trata sobre la historia del agente de inteligencia egipcio, Rifaat Al-Gammal. Ha protagonizado más de cien películas, algunas de las más importantes en las que ha participado son Vergüenza y Al-Kif. 
Es padre de Mohamed Mahmoud Abdel Aziz, productor y director de cine, y del también actor y comediante Karim Mahmoud Abdel Aziz.

## Filmografía

### Cine
| Año  | Película                        | Título en español                 |
| ---- | ------------------------------- | --------------------------------- |
| 1974 | Al Hafeed                       | El Nieto                          |
| 1975 | Hata Akhr El Oomr               | Hasta el Fin de la Vida           |
| 1975 | Yom El Had El Dami              | Domingo Sangriento                |
| 1976 | Waghan Le Wagh                  | Cara a Cara                       |
| 1977 | Khataya                         | Pecados                           |
| 1977 | Maa Hobi Wa Ashwaki             | Con Amor y Deseo                  |
| 1977 | Abnati wal Deeb                 | Mis Hijas y el Lobo               |
| 1977 | Al Shayatin                     | Los Demonios                      |
| 1977 | El Bent El Helwa El Kazaba      | La Dulce Mentirosa                |
| 1977 | Taer El Lel El Hazin            | Triste Ave Nocturna               |
| 1977 | Kafani ya Kalb                  | Suficiente Corazón                |
| 1978 | Emraa Bela Kalb                 | Mujer Sin Corazón                 |
| 1978 | Emraa Fih Dammi                 | Una Mujer en mi Corazón           |
| 1978 | Hessab Al Senin                 | Cuenta de los Años                |
| 1978 | Shabab Yarkos Fawk Al Nar       | Juventud bailando sobre el fuego  |
| 1978 | Shafika we Metwali              | Shafika y Metwali                 |
| 1978 | Eeb Ya Loulou                   | Es una Desgracia, Loulou          |
| 1978 | Keloob Fih Bahr Al Domoo'       | Corazones en un Mar de Lágrimas   |
| 1978 | Wa Daa AL Oomr Ya Waladi        | Y el Tiempo se Perdió, Hijo       |
| 1979 | Akwa Men Al Ayam                | Más Fuerte que el Tiempo          |
| 1979 | Ooshak That El Eshreen          | Amor Antes de los Veinte          |
| 1979 | Al Motawahesha                  | El Salvaje                        |
| 1979 | Lah Yazalo El Tahkik Mostameran | Un Caso Abierto                   |
| 1980 | Banati Fih Al Khareg            | Hijas en el Extranjero            |
| 1980 | Al Abalessa                     | Los Demonios                      |
| 1980 | Aalamat Maanaha Al Khatar       | Señales de Peligro                |
| 1980 | El Bent Aeza Eh                 | Lo que una Chica Quiere           |
| 1980 | Hob Lah Yara El Shams           | El Amor que no se Pudo Revelar    |
| 1981 | Ana Fih Eenayhi                 | Estoy en sus Ojos                 |
| 1982 | Shetan El Gezira                | El Demonio de la Isla             |
| 1982 | Wadi Al Zekrayat                | Valle de Recuerdos                |
| 1982 | Wadaa Al Aazab                  | Una despedida tortuosa            |
| 1982 | Eedam Taleb Sanawy              | La Ejecución de un Estudiante     |
| 1982 | Al Aar                          | La Vergüenza                      |
| 1982 | Al Maatooh                      | El Tonto                          |
| 1982 | Wekalet El Balah                | La Agencia de Citas               |
| 1983 | El Khobz El Mor                 | Pan Amargo                        |
| 1983 | Darb El Hawa                    | Ráfagas de Viento                 |
| 1983 | Al Sada Al Mortashoun           | El Caballero Corrupto             |
| 1983 | Al Aazra' Wal Shaar Al Abyad    | La Virgen y el Cabello Blanco     |
| 1983 | Mamlakat Al Halwassa            | Reino de Alucinaciones            |
| 1983 | Nesf Arnab                      | Medio Conejo                      |
| 1983 | Argook Eetini Haza Al Dawa      | Por favor Deme la Cura            |
| 1984 | Bayt Al Kasserat                | La Casa de los Menores            |
| 1984 | Tazwir Fih Awraa Rasmeya        | Oficialmente Falsificado          |
| 1984 | Fokaraa Lah Yatkholoona Al Gana | No Hay Paraíso Para el Pobre      |
| 1984 | Lik Yom Ya Beh                  | Algún Día Señor                   |
| 1984 | Wa Laken Shay'on Mayabka        | Algo Siempre Permanece            |
| 1985 | Eedam Mayet                     | La Ejecución de un Hombre Muerto  |
| 1985 | Al Darb Al Ahmar                | Al Darb Al Ahmar                  |
| 1985 | El Shaa Men Haa El Zawga        | La Esposa se Queda el Apartamento |
| 1985 | El Saalik                       | La Chusma                         |
| 1985 | Al Towfan                       | La Inundación                     |
| 1985 | Aafwan Ayoha Al Kanoun          | Perdón Querida Ley                |
| 1985 | Al Kef                          | El Placer                         |
| 1985 | Al Magnouna                     | La Chica Loca                     |
| 1986 | Al Bari'                        | El Inocente                       |
| 1986 | Al Goo'                         | El Hambriento                     |
| 1986 | Al Hedek Yefham                 | El Inteligente se Percatará       |
| 1987 | Abnaa Wa Katala                 | Hijos y Asesinos                  |
| 1987 | Garyy El Wehoosh                | La Carrera de las Bestias         |
| 1987 | Al Sada Al Rejal                | El Caballero                      |
| 1987 | Seket El Nadama                 | El Camino al Remordimiento        |
| 1988 | Samak, Laban, Tamr Hendi        | Pescado, Leche, Tamarindo         |
| 1988 | Nahr El Khof                    | El Río del Terror                 |
| 1989 | Ya Aazizi Kolena Lessous        | Querida, Todos Somos Ladrones     |
| 1989 | El Donia Ala Genah Yamama       | El Mundo es un Pañuelo            |
| 1990 | Sayedati Anessati               | Damas y Muchachas                 |
| 1991 | Abo Cartona                     | Abo Cartona                       |
| 1991 | Kanoun Ika                      | La Ley de Ika                     |
| 1991 | Al-Kit Kat                      | Kit Kat                           |
| 1992 | Donia Abd-Al Gabbar             | Donia Abd-Al Gabbar               |
| 1992 | Fakh Al Gawassis                | Una Trampa Para Espías            |
| 1993 | Talata Aala El Tari'            | El Árbol del Camino               |
| 1994 | Khaltabita                      | Khaltabita                        |
| 1995 | Zeyaret El Sayed El Ra'is       | Visita Presidencial               |
| 1995 | El Bahr Beyethakli              | El Mar me Sonríe                  |
| 1996 | Al Gentle                       | El Gentil                         |
| 1997 | Al Kapten                       | El Capitán                        |
| 1998 | Harmonica                       | Armónica                          |
| 2000 | Soo' El Motaa                   | Mercado del Placer                |
| 2000 | Al Nems                         | El Hurón                          |
| 2001 | Al Saher                        | El Mago                           |
| 2002 | Rehla Mashbooha                 | Un Viaje Sospechoso               |
| 2008 | Lelet El Baby Doll              | La Noche de la Muñeca             |
| 2009 | Ibrahim Labyad                  | Ibrahim Labyad                    |

### Televisión
| Año  | Serie                       | Título en español             |
| ---- | --------------------------- | ----------------------------- |
| 1976 | Shagaret El Ablab           | El Árbol de Hiedra            |
| ?    | Al Dawama                   | El Remolino                   |
| ?    | Al Bashayer                 | Las Buenas Noticias           |
| 1987 | Raafat El-Hagan             | Raafat El-Hagan               |
| 2004 | Mahmoud El Masri            |                               |
| ?    | Ana El Hokooma              | Yo Soy el Gobierno            |
| 2012 | Bab El Khalk                | La Puerta de las Criaturas    |
| 2014 | Abo Heiba Fe Gabal El Halal | Abo Heiba en la Montaña Halal |
| 2016 | Ras El-Ghoul                | La Cabeza del Demonio         |

## Premios
- Mejor actor por Kit Kat (1991) en el Festival Internacional de Cine de Damasco y en el Festival Internacional de Cine de Alejandría.
- Mejor Actor por El Capitán (1997) en el Festival Internacional de Cine de Damasco.
- Mejor actor por Pleasure Market (2000) en el Festival Internacional de Cine de El Cairo.
- Mejor actor por The Magician (2001) en el Festival Internacional de Cine de Damasco.
- Life Time Achievement en el Festival Internacional de Cine de Dubái.[4]